# Borówiec
Borówiec (prononciation : [bɔˈruvjɛt͡s], en allemand : Waldau) est un village polonais de la gmina de Kórnik dans le powiat de Poznań de la voïvodie de Grande-Pologne dans le centre-ouest de la Pologne.
Il se situe à environ 7 kilomètres au nord-ouest de Kórnik (siège de la gmina) et à 16 kilomètres au sud-est de Poznań (siège du powiat et capitale régionale).

## Histoire
De 1975 à 1998, le village faisait partie du territoire de la voïvodie de Poznań.

Depuis 1999, Borówiec est situé dans la voïvodie de Grande-Pologne.
Le village possède une population de 2 245 habitants en 2014.